# ジョー・アームストロング
ジョセフ・レスリー・アームストロング（英語: Joseph Leslie Armstrong、1950年12月27日 - 2019年4月20日）は、イギリスの計算機科学者。
フォールトトレラントシステムの分散コンピューティング分野で活動したほか、Erlangの共同設計者の一人として知られている。

## 経歴
ボーンマス出身。17歳の時にメインフレームでFORTRANによるプログラミングを始める。1972年にユニヴァーシティ・カレッジ・ロンドンで物理学を学び、卒業した。2003年にスウェーデン王立工科大学で論文『Making reliable distributed systems in the presence of software errors』で計算機科学の博士号を取得し、2014年からは同校の教授を務めていた。間質性肺炎を合併した感染症により、68歳で死去した。
オブジェクト指向プログラミングに対して批判的だった。

## 出版
- 2007. Programming Erlang: Software for a Concurrent World. Pragmatic Bookshelf ISBN 978-1934356005.
- 2013. Programming Erlang: Software for a Concurrent World. Second edition. Pragmatic Bookshelf ISBN 978-1937785536.